# ألدو كونتي
ألدو كونتي (بالإيطالية: Aldo Conti) هو رسام إيطالي، ولد في 1890 في ميلانو في إيطاليا، وتوفي بنفس المكان في 1988.
1. ↑   https://www.galleriarecta.it/autore/conti-aldo/. {{استشهاد ويب}}: |url= بحاجة لعنوان (مساعدة) والوسيط |title= غير موجود أو فارغ (من ويكي بيانات) (مساعدة)